# Kinga (peuple)
Pour les articles homonymes, voir Kinga.
Les Kinga sont un peuple d'Afrique de l'Est établi au sud-ouest de la Tanzanie, dans les monts Kipengere (ou monts Livingstone).

## Ethnonymie
Selon les sources, on observe parfois la variante Wakinga.
Les Kinga sont traditionnellement voués à la culture du millet, des haricots, de la banane. Ils tirent du bambou une bière passablement alcoolisée, et depuis 1905 ils cultivent l'avoine et la pomme de terre. Ils peuplent les Monts Livingstone et élèvent quelques milliers d'ovins. Le peuple voisin des Nyakyusa les considèrent comme des étrangers : des guerriers qui s'allièrent avec eux contre les colons allemands lors de la révolte de Konde, et d'habiles forgerons.

## Métallurgie
Le fer étant une ressource rare pour les Nyakyusa, ils ont longtemps prêté des connaissances secrètes aux forgerons Kinga. Lors de l'invasion des Ngoni, ils avaient pris conscience de l'impuissance de leurs pointes de lances en bois contre des boucliers de bois épais : ils obtinrent des Kinga la fourniture de fers de lance. Les Kinga utilisaient des bas-fourneaux pour produire une fonte poreuse en évacuant graduellement les scories. Ils martelaient la fonte à chaud pour en tirer un fer aciéré de qualité fort aléatoire. Avec une tonne de charbon et un long apprentissage pour fabriquer houes.

## Croyances
Les prêtres Kinga revendiquent une longue tradition, antérieure même à leur organisation tribale. Ils pratiquent volontiers une forme de radiesthésie. Les Nyakyusa accueillaient annuellement les pèlerins Kinga lorsqu'ils descendaient la montagne pour vénérer le sanctuaire de Lwenbe.

## Langue
Leur langue est le kinga, une langue bantoue dont le nombre de locuteurs était estimé à 140 000 en 2003.